# San Miguel (Buenos Aires)
San Miguel é uma cidade da Argentina, localizada na província de Buenos Aires, situada na área metropolitana de Gran Buenos Aires.